# پپی، لوسی، بوم
پپی، لوسی، بوم (انگلیسی: Pepi, Luci, Bom and Other Average Girls) فیلمی در ژانر کمدی سیاه و تجاوز و انتقام به کارگردانی پدرو آلمودوار است که در سال ۱۹۸۰ منتشر شد. از بازیگران آن می‌توان به کارمن مائورا، سیسیلیا روت، آگوستین آلمودوار و آسومپتا سرنا اشاره کرد.

## درونمایه
این فیلم-به عنوان نخستین فیلم رسمی آلمودوار که پیش از این و در دوران دیکتاتوری فرانکو آثار سوپر ۸ و زیرزمینی می‌ساخت- اثری است که در قالب داستانی تمثیلی و نامتعارف مفهوم دیکتاتوری را زیر سؤال می‌برد.

## خلاصه داستان
پپی (کارمن مائورا) دختری است که پشت پنجرهٔ اتاق خود به شکل غیرقانونی ماری‌جوآنا پرورش می‌دهد. مأمور پلیس فاسدی از پشت پنجره متوجه این نکته می‌شود و پس از ورود به خانهٔ او و تفتیش او، به پپی تجاوز می‌کند. پپی که از لحاظ روانی در هم ریخته، با کمک چند تن از دوستانش-به سرپرستی خواننده‌ای گمنام به نام بوم- به قصد انتقام اشتباهی برادر پلیس را مورد ضرب و شتم قرار می‌دهند. پس از مدتی، این گروه به‌طور اتفاقی با همسر پلیس فاسد، زنی مازوخیست به نام لوسی/لوسیندا آشنا می‌شوند و لوسی-که به بوم دل‌بسته‌است- در همراهی با این گروه آن‌ها او را در انتقام‌گیری یاری می‌دهد.